# Lilanyelű vénuszfodorka
A lilanyelű vénuszfodorka (Adiantum raddianum) a valódi páfrányok (Pteridopsida) osztályának édesgyökerű páfrányok (Polypodiales) rendjébe, ezen belül a saspáfrányfélék (Pteridaceae) családjába tartozó faj.

## Előfordulása
A lilanyelű vénuszfodorka eredeti előfordulási területe Dél- vagy Közép-Amerika és a Karib-térség. Azonban, valószínűleg az embernek köszönhetően sokfelé inváziós fajjá vált; többek között a portugáliai Madeira-szigeteken, a trópusi Afrikában és Hawaiion is.
A páfrányok közül ez az egyik legkedveltebb szobanövény.

## Képek

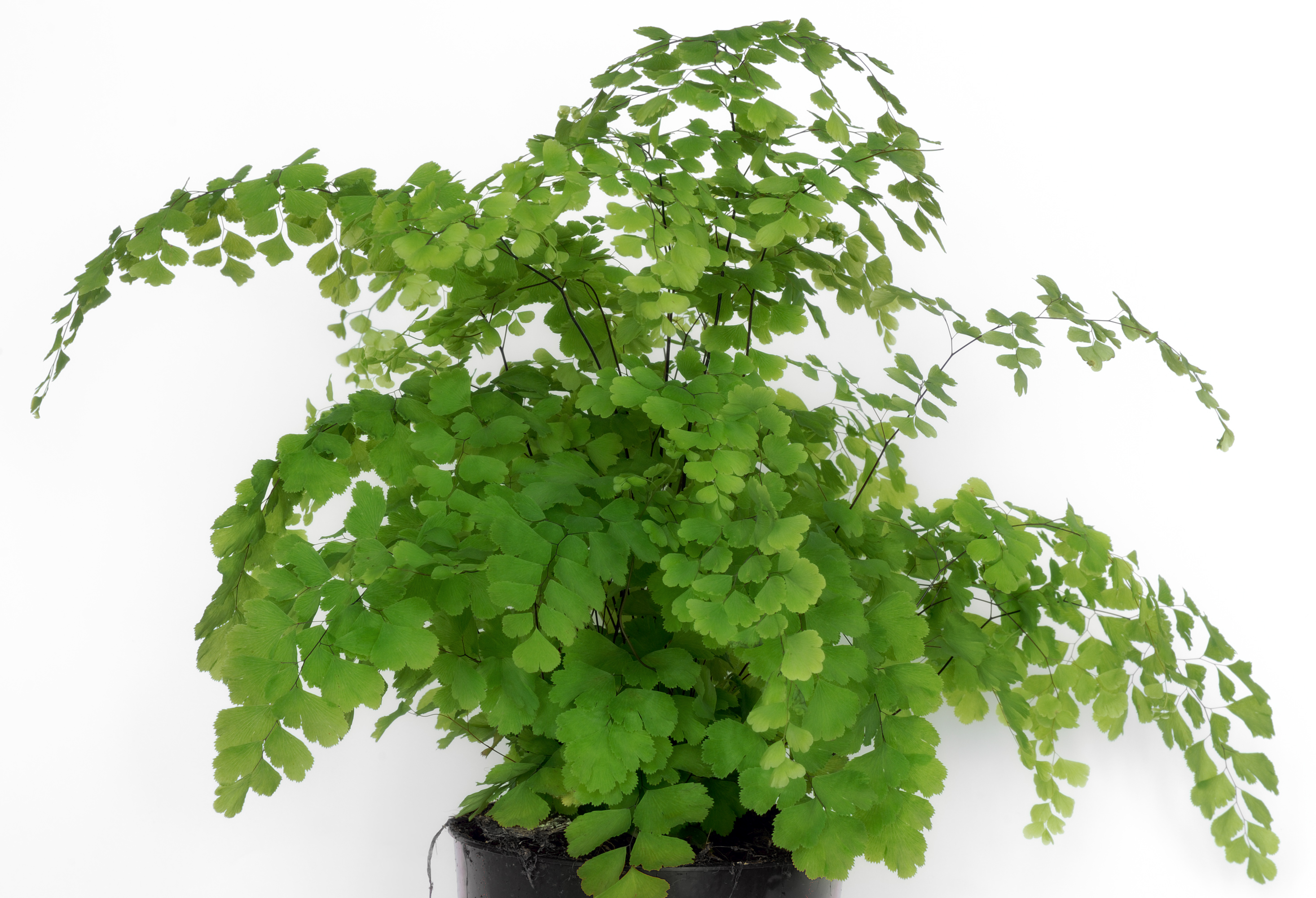
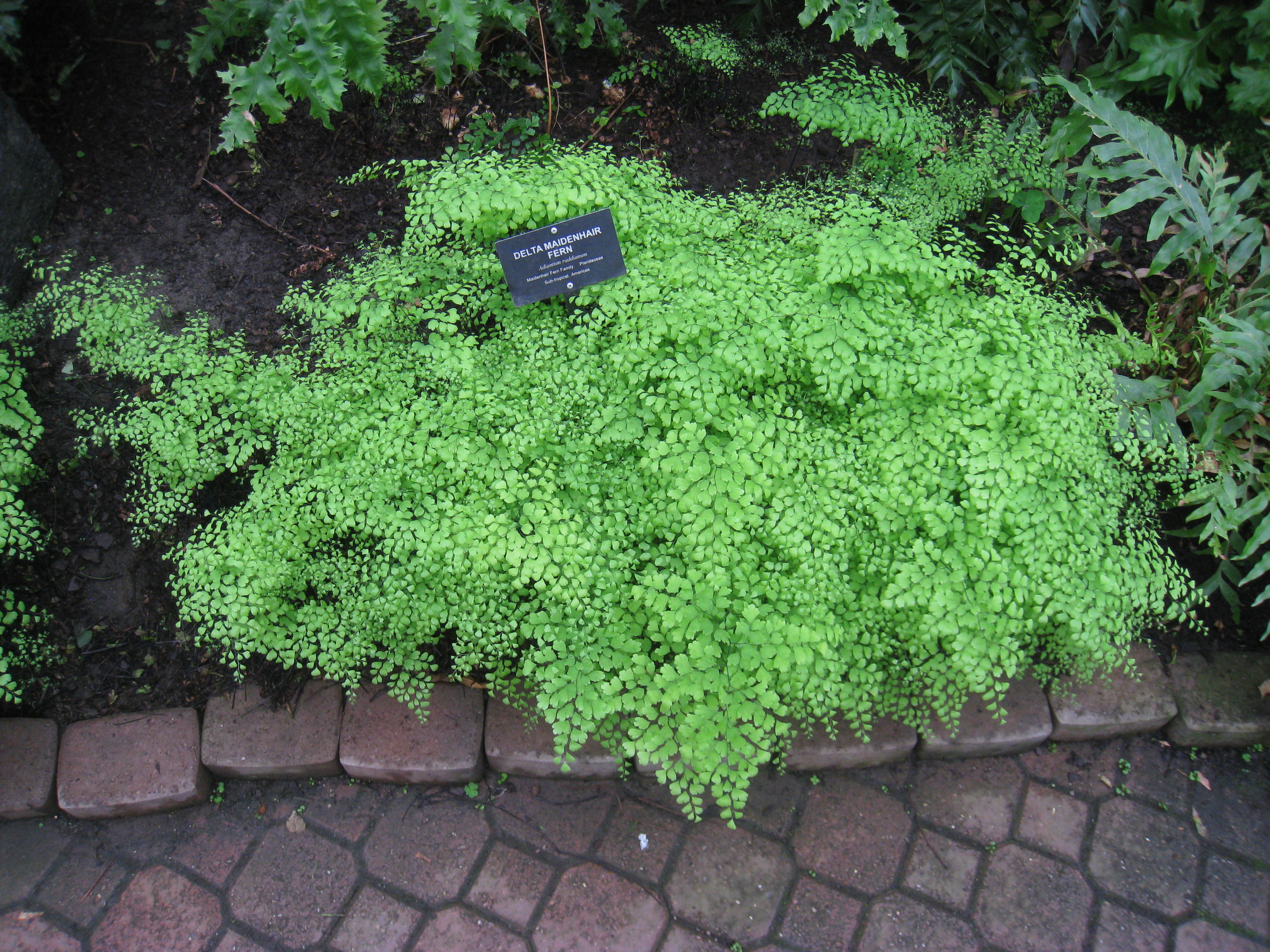
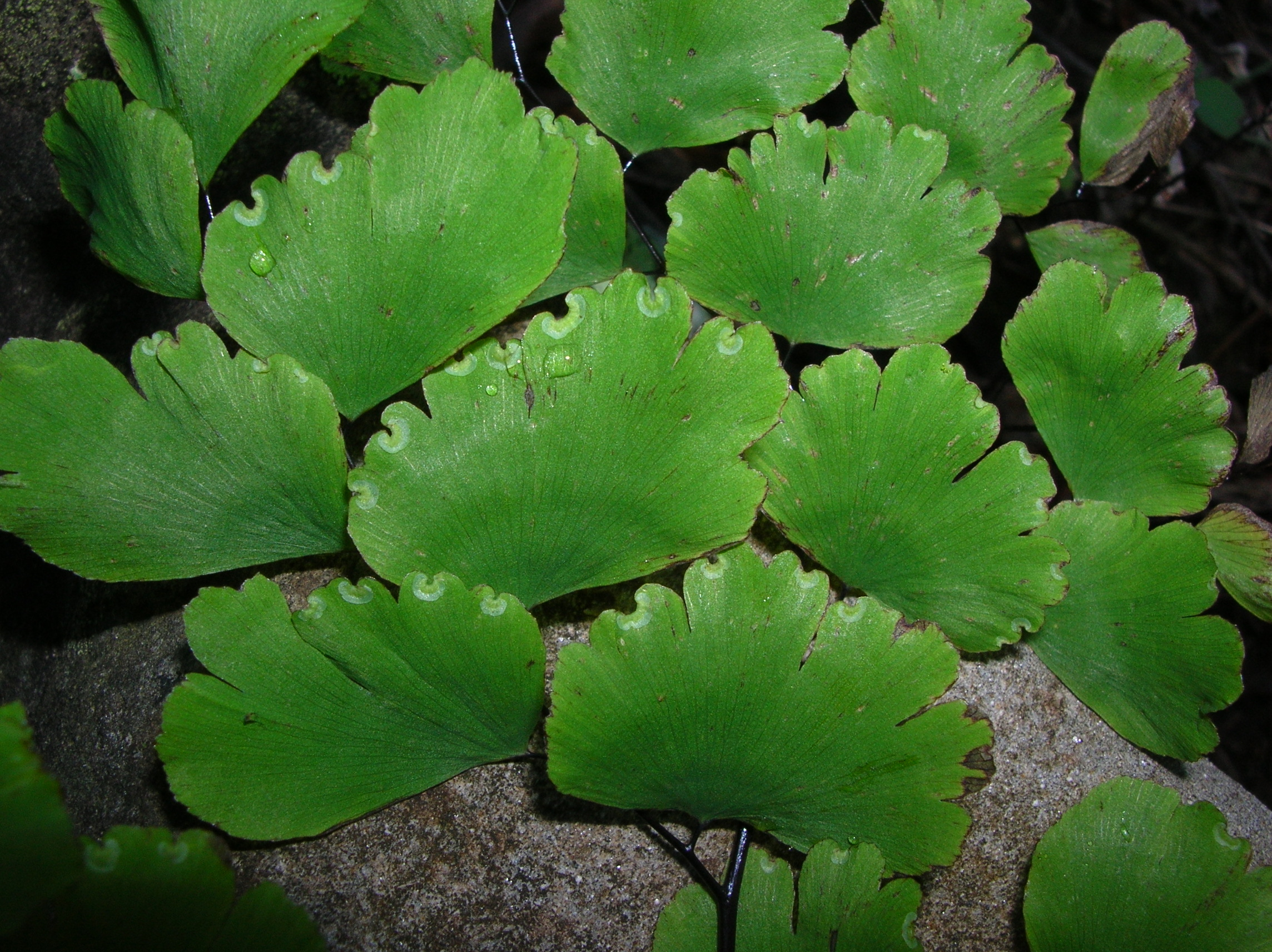
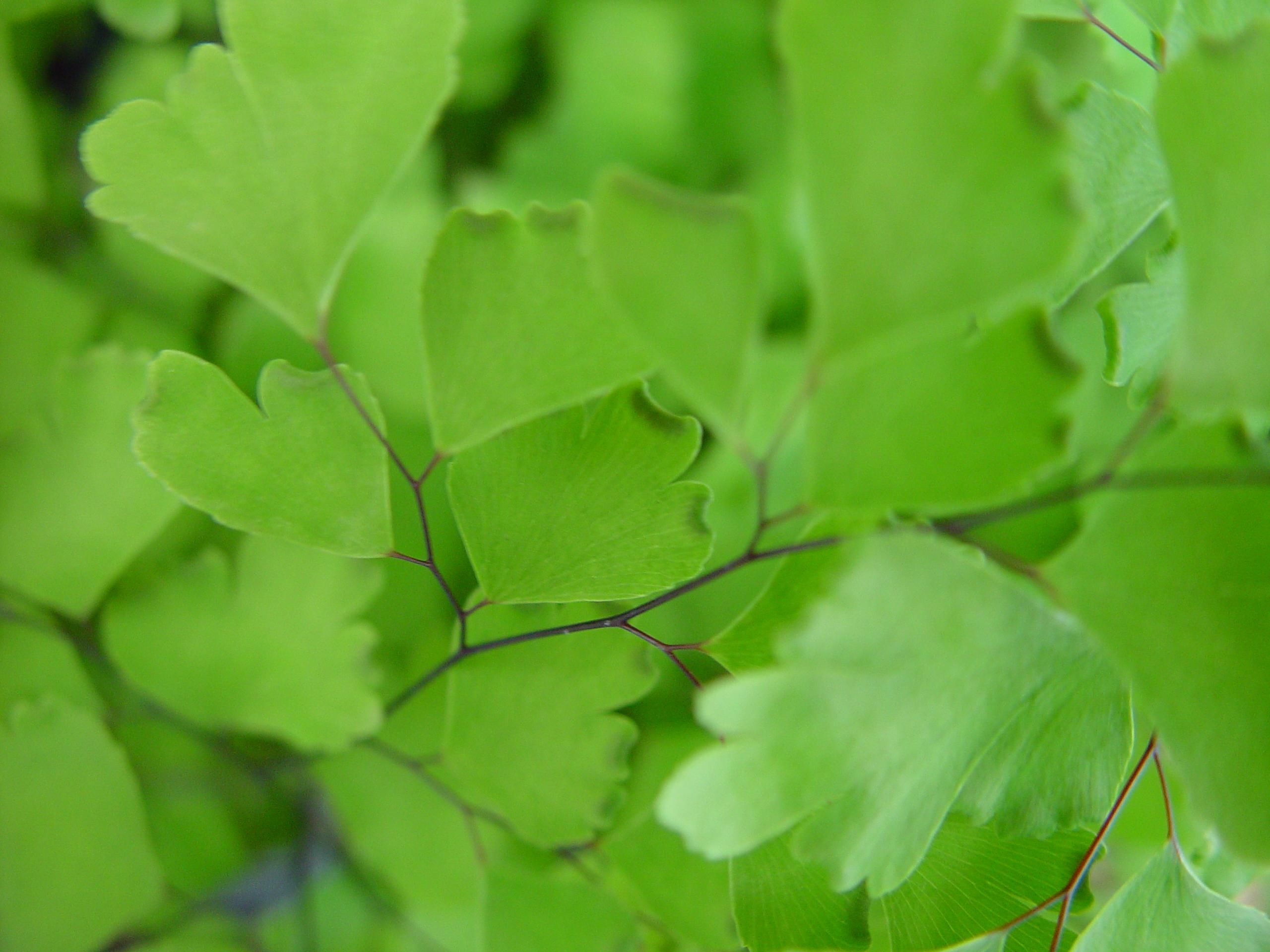

## Megjelenése
A levélkéi fényesek és sötétzöldek. Háromszög alakúak előbb részben felállnak, aztán pedig lelógnak. Minél idősebb az egyed, annál jobban alálóg. A levélszárak 30 centiméter hosszúak és 15 centiméter szélesek.

### Fordítás
- Ez a szócikk részben vagy egészben  az   Adiantum raddianum című angol Wikipédia-szócikk ezen változatának fordításán alapul.  Az eredeti cikk szerkesztőit annak laptörténete sorolja fel. Ez a jelzés csupán a megfogalmazás eredetét és a szerzői jogokat jelzi, nem szolgál a cikkben szereplő információk forrásmegjelöléseként.